# الدوري الماسي

الشعار السابق للدوري الماسي

الدوري الماسي هو مجموعة من اللقاءات لألعاب القوى، ينظمها الإتحاد الدولي لألعاب القوى، والدوري الماسي بديل للدوري الذهبي حيث قرر الاتحاد الدولي لألعاب القوى استبدال الدوري الذهبي بالدوري الماسي انطلاقًا من سنة 2010.
تتضمّن المسابقة الجديدة 14 مرحلة مقابل 6 مراحل في الدوري الذهبي. ولن تقتصر المنافسة في الدوري الماسي على 10 سباقات ومسابقات مخصّصة لجائزة المليون كما كان يحصل في الدوري الذهبي، بل ستشمل أيضاً السباقات والمسابقات الـ 32 الموزّعة على مجمل اللقاءات، التي ستمنح المشاركين نقاطاً، والرياضي الذي يجمع أكبر عدد من النقاط في نهاية الموسم، يحصل على ماسة من عيار 4 قيراطات بقيمة 80 ألف دولار.

## المحطات
بينما كان الدوري الذهبي. يعقد في أروبا فحسب، الدوري الماسي سيشمل كل من أوروبا وأسيا والشرق الأوسط والولايات المتحدة الأمريكية وأفريقيا
جدول مراحل سنة 2016

## المسابقات
خلافا للدوري الذهبي الذي كان مقتصرا على 10 مسابقات، الدوري الماسي يستضيف 16 مسابقة ليكون المجموع 32 مسابقة للذكور والإناث.
يحصل المتسابق الأول في كل مسابقة على 10 نقاط والثاني على 6 نقاط والثالث على 4 نقاط، والرابع على 3 نقاط، والخامس 2 نقاط والسادس نقطة وحيدة، وتضاعف النقاط في المرحلة النهائية، ليحصل الفائز بأكبر عدد من النقاط في كل مسابقة أخر السنة على ماسة من عيار 4 قيراطات بقيمة 80 ألف دولار.
| التاريخ      | مرحلة    | الملعب                     | المدينة  | الدولة           |
| ------------ | -------- | -------------------------- | -------- | ---------------- |
| 14 مايو      | الدوحة   | ستاد خليفة الدولي          | الدوحة   | قطر              |
| 19 مايو      | الرباط   | ملعب الأمير مولاي عبد الله | الرباط   | المغرب           |
| 23 مايو      | شنغهاي   | ملعب شنغهاي                | شنغهاي   | الصين            |
| 4 يونيو      | أوسلو    | ملعب بيسليت                | أوسلو    | النرويج          |
| 10 يونيو     | روما     | الملعب الأولمبي لروما      | روما     | إيطاليا          |
| 19 يونيو     | نيويورك  | ملعب إيكان                 | نيويورك  | الولايات المتحدة |
| 3 يوليو      | يوجين    | ميدان هايوارد              | يوجين    | الولايات المتحدة |
| 8 يوليو      | لوزان    | الملعب الأولمبي للوزان     | لوزان    | سويسرا           |
| 10 يوليو     | جيتشيد   | الملعب الدولي لجيتشيد      | جيتشيد   | المملكة المتحدة  |
| 16 يوليو     | باريس    | ملعب فرنسا                 | باريس    | فرنسا            |
| 22 يوليو     | موناكو   | نلعب لويس الثاني           | موناكو   | موناكو           |
| 6 أغسطس      | ستوكهولم | الملعب الأولمب لستوكهولم   | ستوكهولم | السويد           |
| 13 و14 أغسطس | لندن     | ملعب كريستال بالاس         | لندن     | المملكة المتحدة  |
| 19 أغسطس     | زوريخ    | ملعب ليتيغراند             | زوريخ    | سويسرا           |
| 27 أغسطس     | بروكسيل  | ملعب الملك بودوان          | بروكسيل  | بلجيكا           |

| المسافات القصيرة        | المسافات المتوسطة | المسافات الطويلة | الحواجز                                          | القفز                                                 | الرمي                         |
| ----------------------- | ----------------- | ---------------- | ------------------------------------------------ | ----------------------------------------------------- | ----------------------------- |
| 100 متر 200 متر 400 متر | 800 متر 1500 متر  | 5000 متر         | 100 / 110 متر حواجز 400 متر حواجز 3000 متر موانع | القفز العلوي القفز بالزانة القفز الطولي القفز الثلاثي | رمي الجلة رمي الرمح رمي القرص |

في يوليوز 2025, فاز الأسـد المغربي سفـيان البقالي  بسباق 3000 متـر موانع في الـدوري الماسي جـولة بـاريس.

## وصلات خارجية
- (بالإنجليزية) الموقع الرسمي للتظاهرة